# Kaartponser

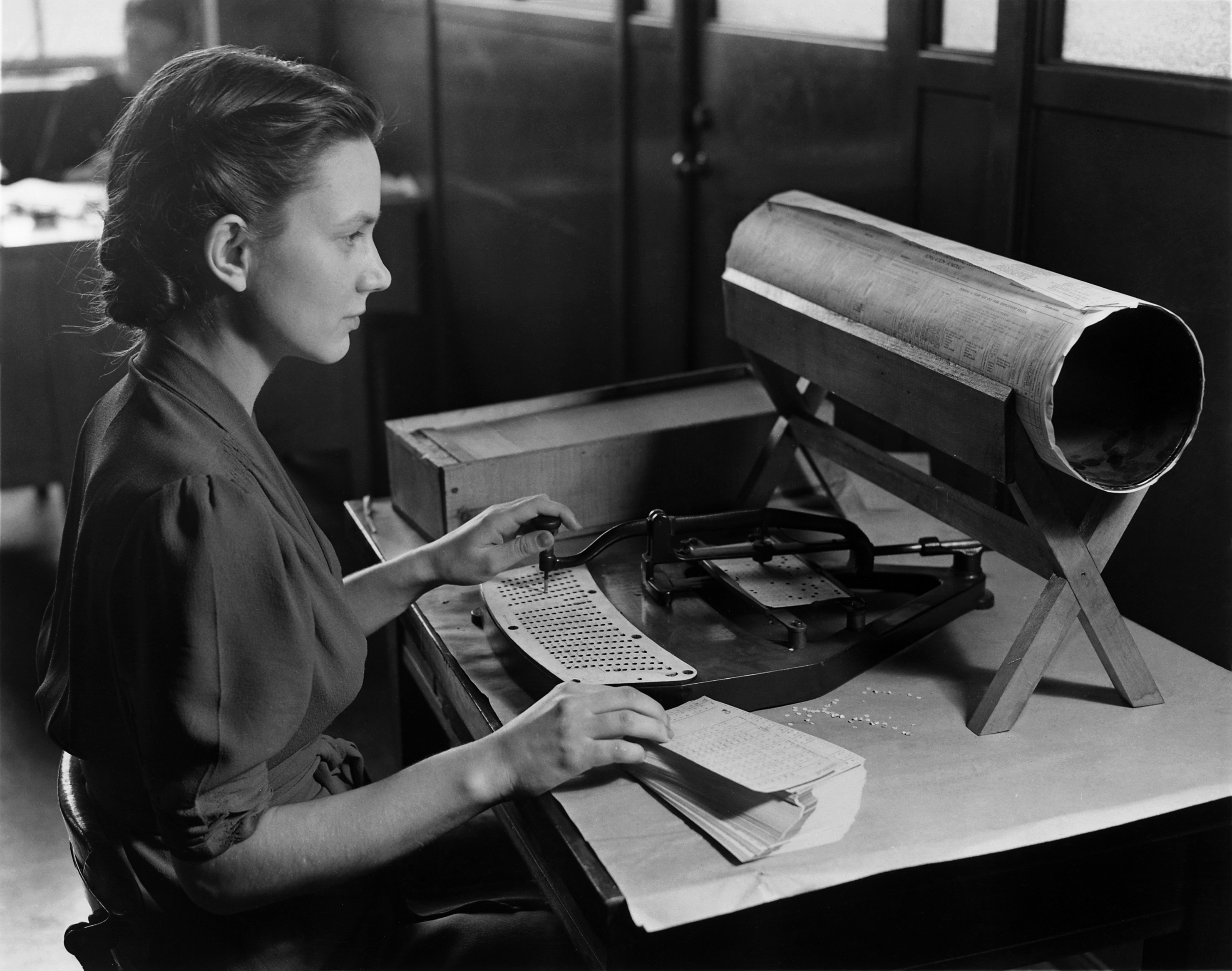
Vrouw aan het werk met een kaartponser omstreeks 1940.

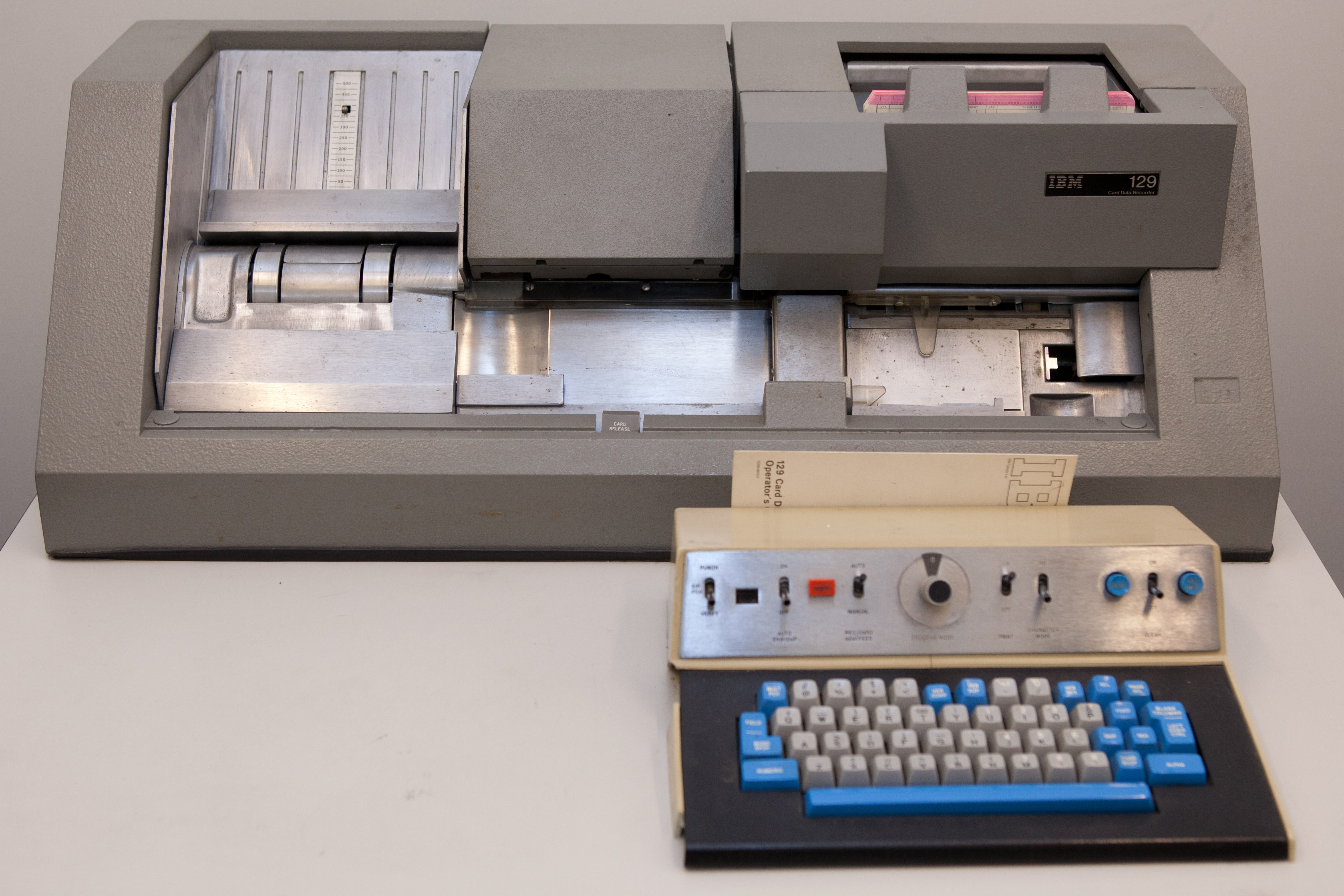
De IBM 129, een kaartponser uit de jaren 1970

Een kaartponser of ponsmachine was een apparaat om ponskaarten handmatig van gaten te voorzien. Het ging zowel om ponskaarten voor gegevens als voor computerprogramma's. De ponsmachines stonden in de ponskamer.
Kaartponsers werden gebruikt tot midden jaren 1980, toen ze werden vervangen door computerterminals.